# Электроника МК-92
«Электроника МК-92» — советский микрокомпьютер на основе процессора с системой команд PDP-11 и встроенным интерпретатором языка Бейсик версии 2.0 и приставкой-плоттером. Состоит из МикроЭВМ МК-90 и приставки МК-92. В версии Бейсика 2.0 было немного исправлений, были также добавлены новые операторы для работы с док-станцией МК-92. Приставки МК-92 производились на заводе «Цветотрон» в г. Бресте, МК-90 для них — на заводе «Интеграл» в Минске.

## Технические характеристики
- Процессор: К588ВС2 (16-разрядный, совместимый с DEC PDP-11)
- Память: ОЗУ 16 кБ (пользователю доступно 12248 байт), ПЗУ 32 кБ (с интерпретатором Бейсика)
- Дисплей: жидкокристаллический, 120 × 64 точек или 8 строк по 20 символов
- Клавиатура: 63 клавиши
- Питание: 4 элемента AA или внешний блок питания 220 В. Штатно — 4 никель-кадмиевых аккумулятора типа «НКГЦ-0,45 II C» ~1,2 В, 450 мА·ч.
- Зарядное устройство типа «Электроника ЗУ-01М» для аккумуляторов НКГЦ, потребляемая мощность 0,6 ВА
- Энергопотребление: 5 В, 0,55 Вт
- Технические условия: ТУ бК0.310.095
- Размеры: 250 × 100 × 30 мм
- Масса: не более 700 г (для МК-90)[источник не указан 2851 день]

## Комплект поставки
- Микрокомпьютер «Электроника МК 92»; КБЮЖ.466253.001 ТУ — 1 шт;
- Источник вторичного электропитания; КБЮЖ.436244.001 ТУ — 1 шт;
- Аккумулятор НКГЦ-2-1; ИКШЖ.563342.006 ТУ — 5 шт, допускается замена на НКГЦ-1,8-1
- Зарядное устройство «Электроника ЗУ-1» в упаковке с руководством по эксплуатации; 12 М0.081.159 ТУ −1 шт;
- Модуль памяти оперативной — 2 шт;
- Жгут; КБЮЖ.685621.006 — 1 шт;
- Ось; КБЮЖ.715111.007 — 1 шт;
- Рулон бумаги Д50; ГОСТ 7717-75 — 2 шт;
- Держатель; КБЮЖ.753756.001 — 1 шт;
- Держатель; КБЮЖ.753756.001-01 — 1 шт;
- Вилка 0НЦ-ВГ-4-5/16-В; АШДК 434410.023-89 ТУ — 1 шт;
- Узел УПС 037 00; ТУ25-7225.0037-89 — 16 шт;
- Мешок полиэтиленовый; КБЮЖ.322421.006 — 1 шт;
- Кассета магнитная МК-60-5 с магнитной лентой Б1-1807; ТУ6-42-736-89 — 1 шт;
- Руководство по эксплуатации микрокомпьютера «Электроника МК-92»; КБЮЖ.466253.001 РЭ — 1 шт;
- Руководство по эксплуатации микрокомпьютера «Электроника МК-90»; дР3.055.003 РЭ — 1 шт;[источник не указан 2851 день]

## Описание
Поставка опытного образца отличалась от запланированной. Сам микрокомпьютер состоит из док-станции «Электроника MK-92», оснащённой перьевым четырёхцветным графопостроителем, выходом на бытовой магнитофон и микрокомпьютера «Электроника МК-90». Было заявлено, что МК-92 будет поддерживать вывод на бытовой телевизор, но эта возможность так и не была реализована.
В инструкции к опытному образцу на 2-й странице написано: «ВНИМАНИЕ! Микрокомпьютер поставляется без контроллера телевизионного приемника». Однако в ней присутствуют схемы переделки советских телевизоров (таких как Горизонт, Электрон, Витязь, Рекорд, Рубин) для подключения МК-92.
Если в главном меню нажать клавишу «Т», то произойдет запуск внутренней программы тестирования микрокомпьютера (фото экранов тестовой программы можно увидеть в описании «Электроника МК-90», но есть несколько дополнительных тест-экранов, включая функцию зацикливания при тестировании дисплея МК-90).